# Clostridium pasteurianum
|  | Dieser Artikel wurde aufgrund von formalen oder inhaltlichen Mängeln in der Qualitätssicherung Biologie zur Verbesserung eingetragen. Dies geschieht, um die Qualität der Biologie-Artikel auf ein akzeptables Niveau zu bringen. Bitte hilf mit, diesen Artikel zu verbessern! Artikel, die nicht signifikant verbessert werden, können gegebenenfalls gelöscht werden. Lies dazu auch die näheren Informationen in den Mindestanforderungen an Biologie-Artikel. |

Clostridium pasteurianum (früher Clostridium pastorianum) ist ein anaerobes Stäbchenbakterium, das zur Stickstofffixierung befähigt ist, ohne dabei eine Symbiose mit Pflanzen einzugehen. Es zählt wahrscheinlich zu den wichtigsten anaeroben Stickstofffixierern im Boden.
Es wurde 1890 von dem russischen Mikrobiologen Sergei Nikolajewitsch Winogradski entdeckt. Es handelt sich um einen thermoduren, saccharolytischen Mikroorganismus, der bei Apfelsaft zum Verderb führen kann.

## Biotechnische Bedeutung
Clostridium pasteurianum ist in der Lage, Glycerol zu fermentieren. Das dabei entstehende Produkt ist n-Butanol, zusätzlich entstehen auch 1,3-Propandiol, Ethanol und Essigsäure. Im Weiteren kann C. pasteurianum zur Wasserstoffherstellung eingesetzt werden.
Aufgrund der Stickstofffixierung könnte Clostridium pasteurianum auch zur Düngung von z. B. Weizen genutzt werden.